# Logo.sys
Logo.sys — системный файл, используемый в старых версиях Windows, основанных на DOS, например, Windows 95, Windows 98 и Windows Me, для вывода сообщений загрузчика. В современных версиях Windows экран загрузки загружается из системных файлов ядра (например Ntoskrnl.exe в Windows XP).

## Logo.sys и другие экраны
- C:\Logo.sys: «Starting Windows 9x…» («Запуск Windows 9x…») (файл Logo.sys по умолчанию может находиться в IO.SYS)
- C:\Windows\Logow.sys: «Please wait while Windows is shutting down» («Пожалуйста, дождитесь завершения работы Windows»)
- C:\Windows\Logos.sys: «It is now safe to turn off your computer» («Теперь питание компьютера можно отключить»)

## Содержимое
Logo.sys — сжатый файл формата Bitmap в модели RGB с максимальным разрешением 320×400 при 256 цветах.
Windows при отображении растягивает его до 640×480 пикселей. Windows также анимирует изображение при помощи изменения цветовой палитры. Файл можно открыть в Microsoft Paint для просмотра его содержимого.